# Malabarsnapper
Malabarsnapper (Lutjanus malabaricus) är en fisk i familjen Lutjanidae som finns i södra Asien och Oceanien.

## Utseende
Malabarsnappern har en förhållandevis hög kropp med starkt sluttande panna och en bred benknöl ovanför ögonen. Ryggfenan består av två delar, en styv med 11 taggstrålar och en mjukare med 12 till 14 mjukstrålar. Även analfenan har samma uppbyggnad, med 3 taggstrålar och 8 till 9 mjukstrålar. Kroppen är röd till rödorange, ljusnande mot buken, medan fenorna är rödaktiga. Unga fiskar har ett brett, brunt till svart band från överkäken till början av ryggfenan, samt ett svart band med en pärlemorfärgad, främre kontur över stjärtfenans bas. De kan även ha smala, rödaktiga linjer längs kroppssidorna. Den kan bli 100 cm lång och väga 7,91 kg.

## Vanor
Arten uppehåller sig intill rev, gärna över dybottnar och i områden som domineras av svampdjur och hornkoraller. Vid Australien påträffas den ofta i stim tillsammans med släktingen karminsnapper (L. erythropterus). Ungfiskarna tenderar att hålla sig på grundare, mera kustnära vatten än de äldre fiskarna. Födan, som främst fångas nattetid, består framför allt av fisk, men den tar även bottenlevande, ryggradslösa djur som bläckfiskar och kräftdjur. Högsta kända ålder är 31 år. Den leker under hela året i större delen av sitt utbredningsområde, men har en topp under vår och sommar.

## Betydelse för människan
Malabarsnappern anses som en mycket god matfisk och utgör en stor del av fiskmaknaden i gulfstater som Kuwait. Även i Australien förekommer ett betydande fiske. Den är även föremål för sportfiske och förekommer i offentliga akvarier.

## Utbredning
Arten finns i Stilla havet från Persiska viken och Arabiska sjön till Fiji, norrut till södra Japan och söderut till Australien. Det finns även osäkra rapporter om att den skulle ha påträffats nära Östafrika. Den förväxlas ofta med puckelsnappern.